# The Cat and the Canary (film din 1939)
The Cat and the Canary este un film de comedie și de groază american din 1939, regizat de Elliott Nugent. În rolurile principale joacă actorii Bob Hope și Paulette Goddard.

## Distribuție
- Bob Hope ca Wally Campbell
- Paulette Goddard ca Joyce Norman
- John Beal ca Fred Blythe
- Douglass Montgomery ca Charles Wilder
- Gale Sondergaard ca Miss Lu
- Elizabeth Patterson ca Aunt Susan
- George Zucco ca Crosby
- Nydia Westman ca Cicily